# Trišćani
Trišćani su naseljeno mjesto u općini Prozor-Rama, Federacija Bosne i Hercegovine, BiH.
Naselje je smješteno oko Trišćanskog potoka koji se ulijeva u Jablaničko jezero.

## Stanovništvo

### 1991.
Nacionalni sastav stanovništva 1991. godine, bio je sljedeći:
ukupno: 146
- Hrvati - 145
- ostali, neopredijeljeni i nepoznato - 1

### 2013.
Nacionalni sastav stanovništva 2013. godine, bio je sljedeći:
ukupno: 38
- Hrvati - 37
- ostali, neopredijeljeni i nepoznato - 1